# Hansen Rum
Hansen er en nordtysk romproducent ejet af Berentzen.
Virksomheden blev etableret 1868 i Flensborg. Fra 1909 havde romhuset hjemsted i en bygning på hjørnet af Angelbogade og Møllegangen. Sammen med Pott blev Hansen i 1900-tallet en af de førende romvirksomheder i Tyskland. Hansen Rom stoppede imidlertid sin produktion i fjordbyen efter at virksomheden blev opkøbt af Berentzen. Hansen Rom produceres nu i Haselünne i den tyske delstat Niedersachsen.
| Tyskland | Spire Denne artikel om et firma eller en virksomhed i Tyskland er en spire som bør udbygges. Du er velkommen til at hjælpe Wikipedia ved at udvide den. |